# Anomala blaisei
Anomala blaisei es una especie de escarabajo del género Anomala, familia Scarabaeidae. Fue descrita científicamente por Ohaus en 1914.
Esta especie se encuentra en Laos, Vietnam y Yunnan. 